# Tetehosi (Idano Gawo)
Tetehosi is een bestuurslaag in het regentschap Nias van de provincie Noord-Sumatra, Indonesië. Tetehosi telt 3100 inwoners (volkstelling 2010).